# اچ‌دی ۳۷۶۰۵
اچ‌دی ۳۷۶۰۵ یک ستاره است که در صورت فلکی شکارچی قرار دارد.